# Verdrag van Altranstädt (1707)
Het Verdrag of Conventie van Altranstädt werd getekend tussen Karel XII van Zweden en keizer Jozef I van het Heilige Roomse Rijk op 31 augustus 1707. Het vestigde de rechten van protestanten in Silezië